# Calnic, Covasna
Calnic (în maghiară Kálnok) este un sat în comuna Valea Crișului din județul Covasna, Transilvania, România. Se află în partea central-vestică a județului, în Depresiunea Sfântu Gheorghe. Este așezat în valea pârâului Calnic, la o distanță de 12 km nord de orașul Sfântu Gheorghe.
Denumirea satului provine din adjectivul de origină slavă "noroios". Satul Calnic este atestat pentru prima dată în anul 1332. Satul este moșia strămoșească a familiei nobiliare Kálnoky.

## Atracții turistice
Biserica unitariană din Câlnic (1674) este considerată monument istoric. Tavanul cu casete pictate cu motive florale datează din același secol. Cele două porți sculptate sunt creația meșterilor populari Dénes Nemes și András Bálint.
Cele două clopotnițe datând din secolul al XVIII-lea, acoperite cu șindrilă, sunt considerate capodopere ale artei lemnului sculptat din Calnic. La construcția lor nu a fost folosit nici un cui metalic. Ambele clopotnițe sunt înscrise pe Lista monumentelor istorice.
Biserica reformată a fost construită în secolul al XV-lea în stil gotic cu ziduri ovale de apărare. Turnul din lemn a fost construit în 1781.

## Școala
Școala „Dr. Bedő Albert” cu clasele I-IV a fost înființată în secolul al XIX-lea. Școala veche a fost demolată în anul 1960 și atunci a fost construită clădirea școlii de astăzi.

## Artă populară
La Calnic trăiește și creează sculptorul popular Lázár Bokor.

## Personalități născute aici
- Ion Giurma (n. 1949), profesor universitar, rector al Universității Tehnice „Gheorghe Asachi” din Iași.

## Imagini

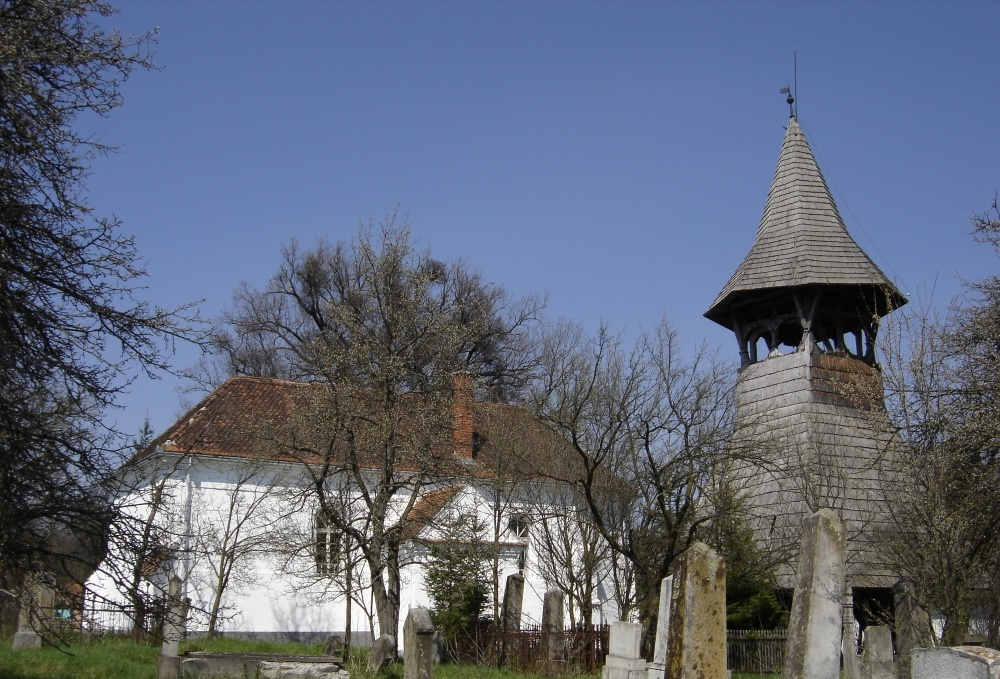
Biserica unitariană
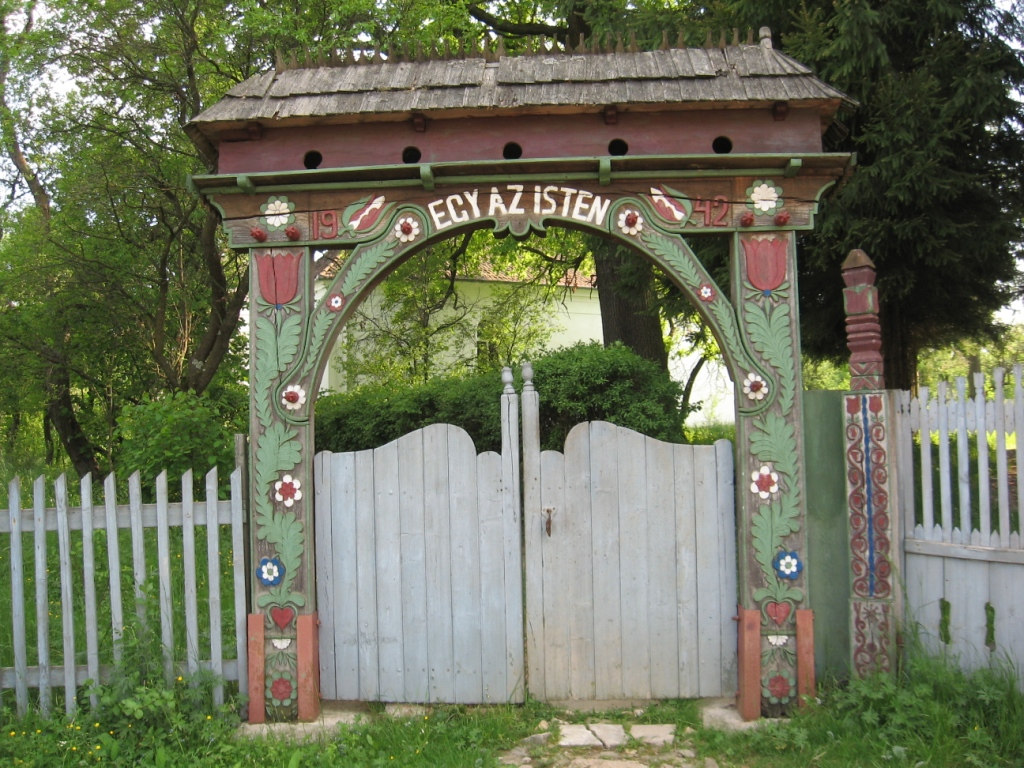
Biserica unitariană
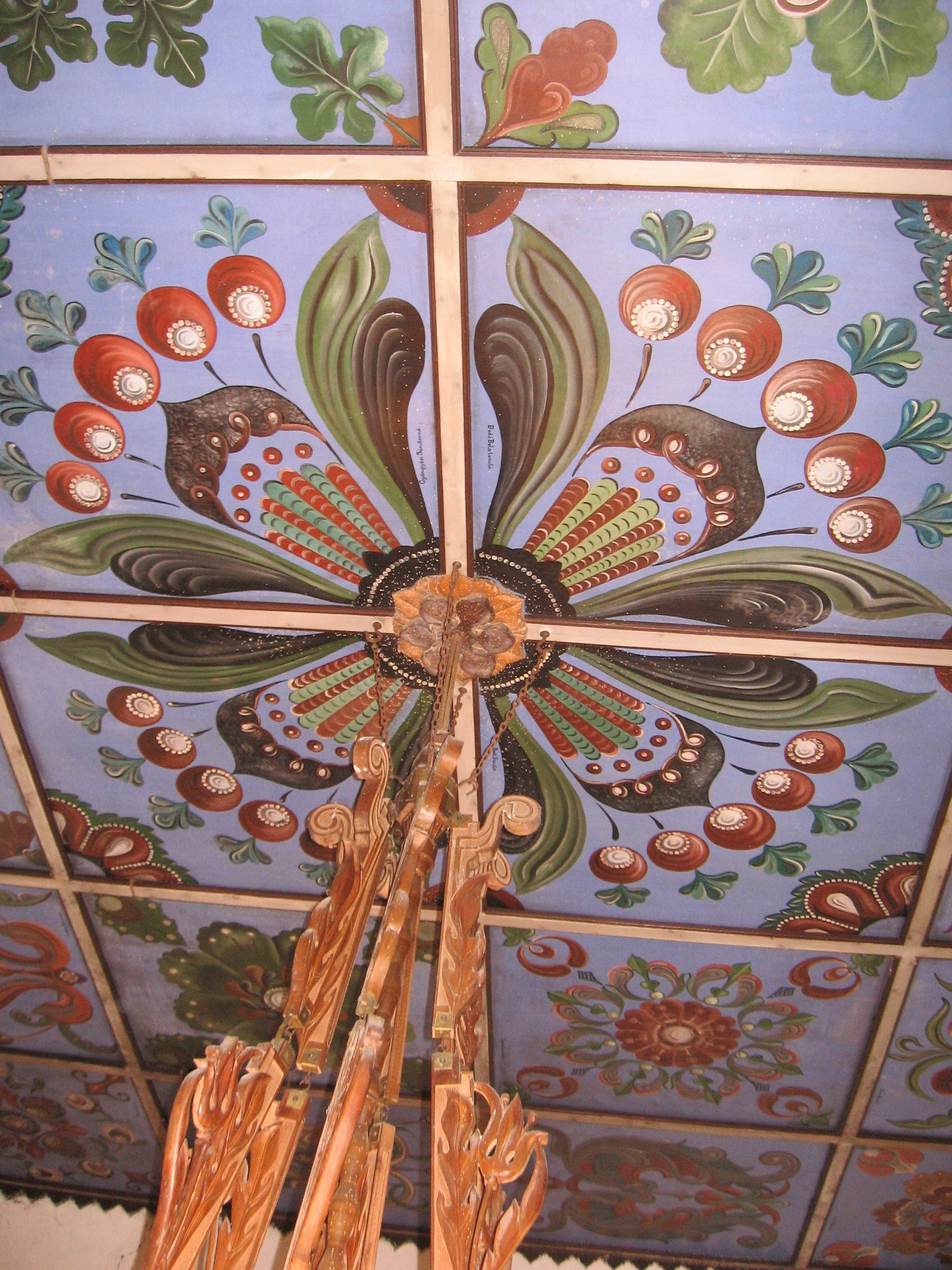
Biserica unitariană, sec. 17
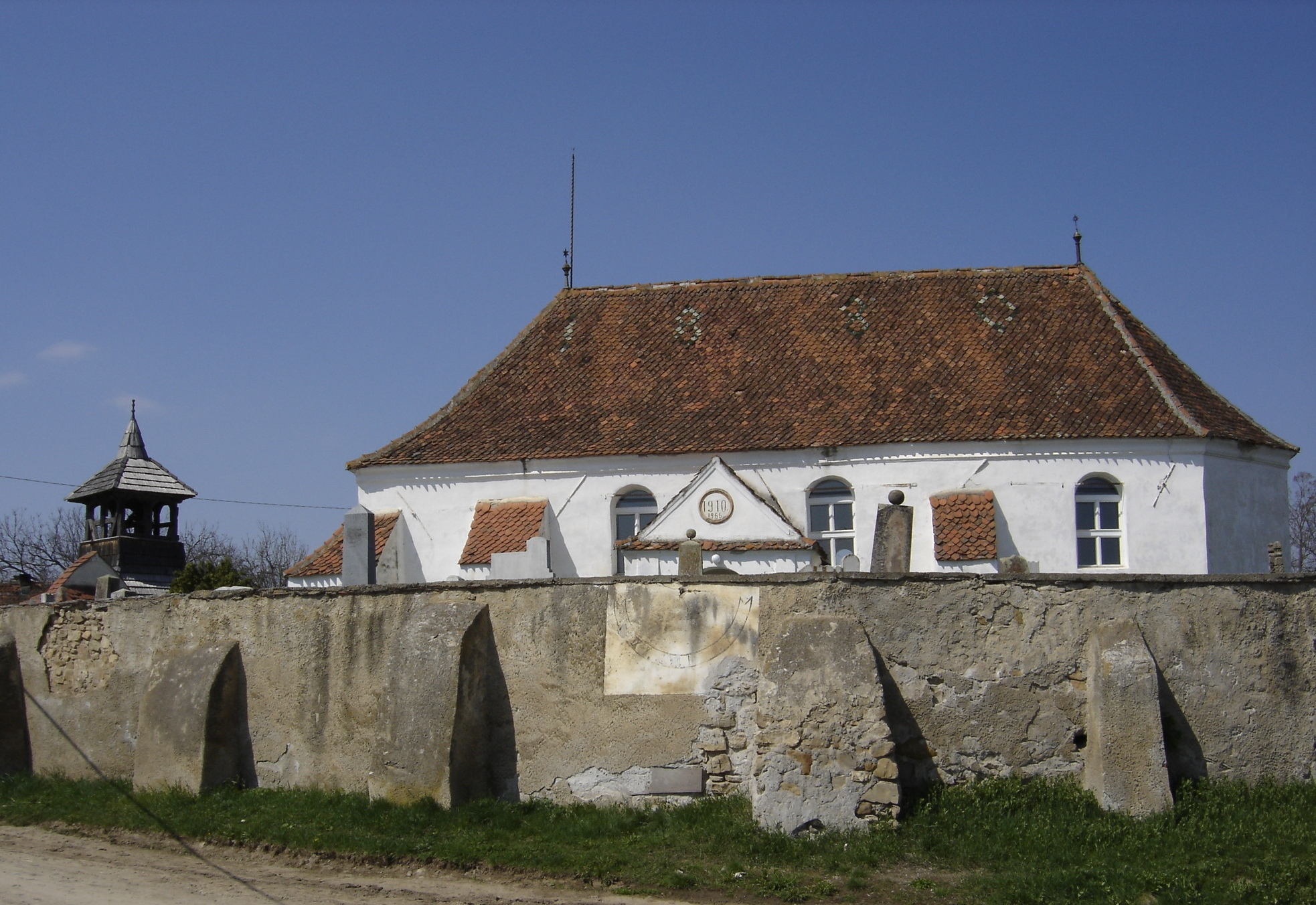
Biserica reformată, secolul 15.-lea
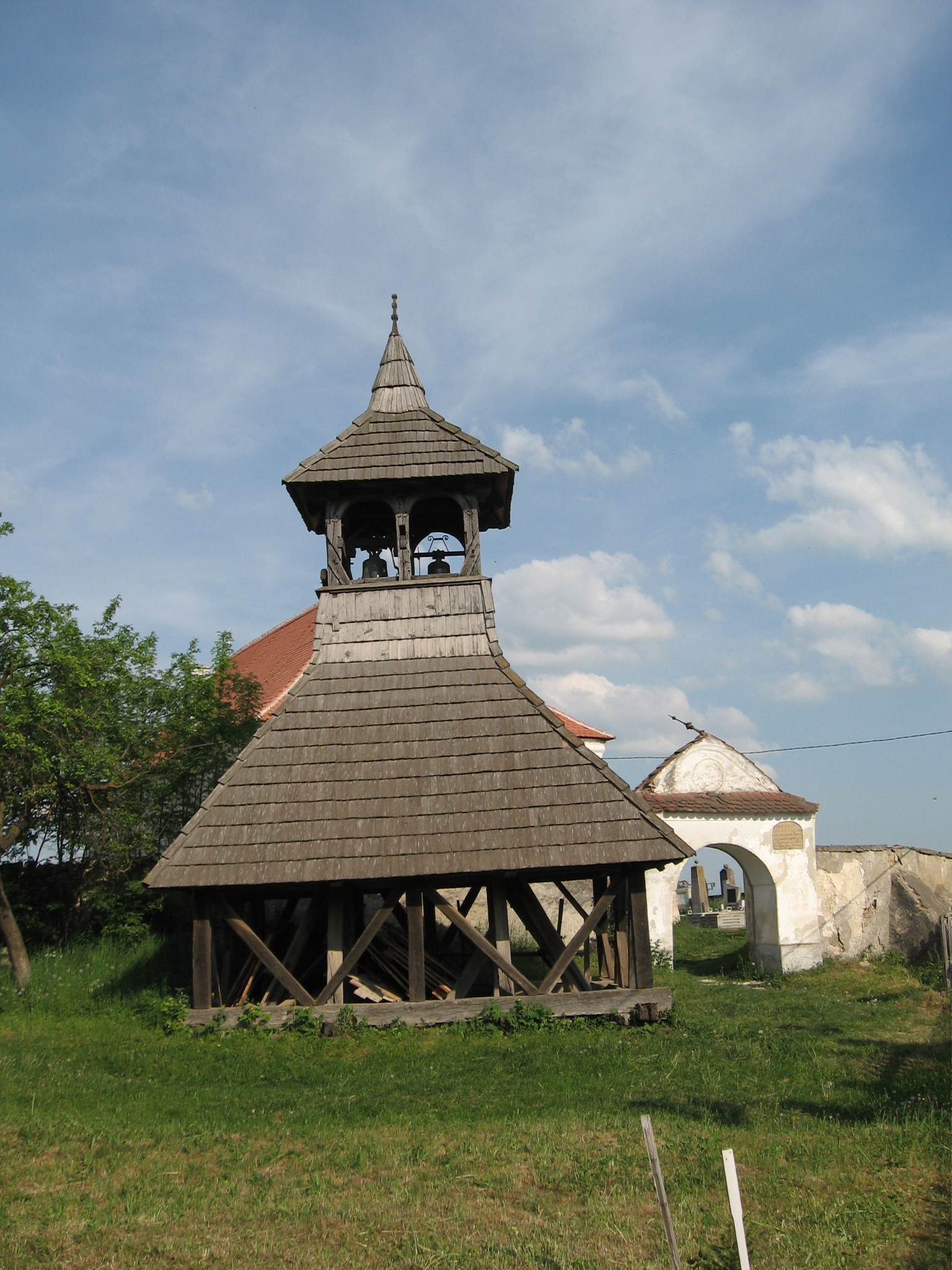
Biserica reformată
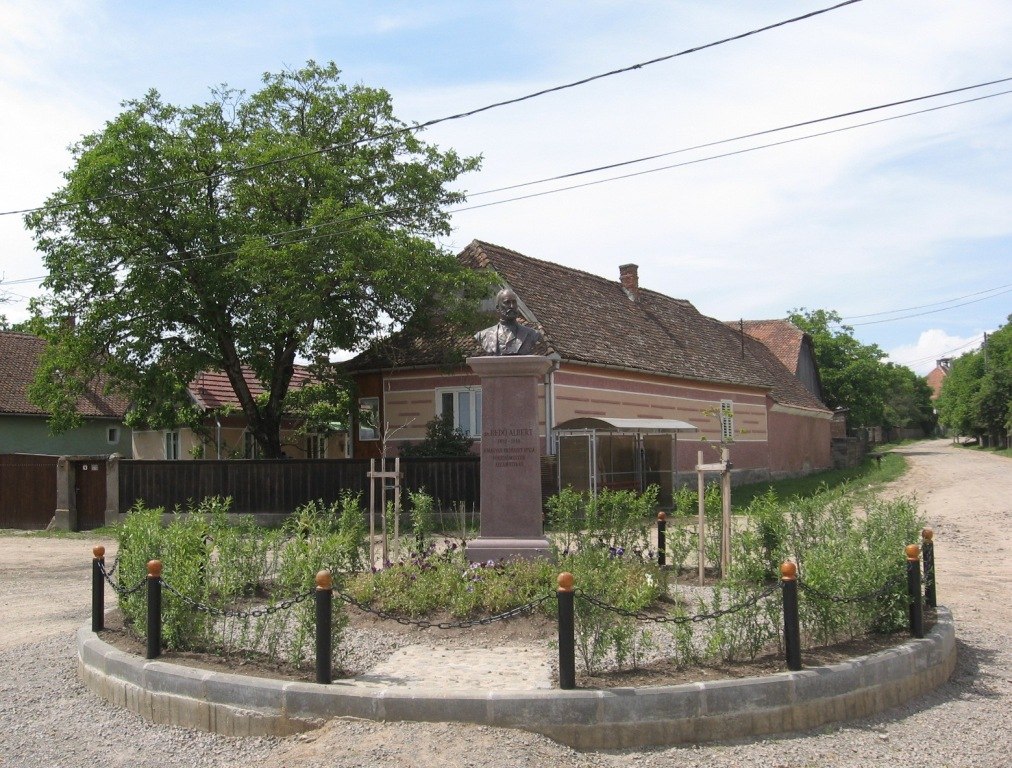
Statuia Bedő Albert